# オオクサキビ
オオクサキビ Panicum dichotomiflorum Michx. はイネ科キビ属の草。日本では帰化植物として広く見られる。全体に毛がなく、まばらに広がった穂の枝がすべて斜め上に伸びる。

## 特徴
一年生の草本。全株に毛がない。茎は滑らかでよく枝分かれし、高さは40～100cmに達する。葉身は長さ20～50cm、葉幅は8～20mm、中央脈は太く、その表面は緑白色をしている。葉鞘は背面が丸く、滑らかで光沢があり、葉舌はとても背が低く、その縁に白い毛が1列に並んでいる。
茎の先端から出る円錐花序は高さ30cmに達する。節々からそれぞれ1～5本の横枝を出し、横枝は主軸に対して45°程度の角度を持って斜め上向きに伸び、それぞれ表面はざらつきがある。小穂は多少ともまばらについており、直立するか斜め上を向いて付く。
和名は台湾などに分布するクサキビ P. repens に似ていて、茎や葉、小穂などがより大きいことによる。英名としては Fall Panicum が知られる。

## 類似種など
キビ属は世界の熱帯から暖帯域を中心に約500種があるが、日本には在来種としてはハイキビ P. repens とヌカキビ P. bisulcantum があり、他に本種を含む数種が帰化植物として知られている。このうちでヌカキビは草全体の姿、大きさ、全体に毛がないことなど似たところが多いが、花序がほぼ直立し、花序の枝が主軸に対して直角に近い大きい角度で出て、先端にある小穂がやや垂れるように付くこと、小穂の柄に小さな棘がないことなどで区別できる。またこの種は林縁や湿ったところに生え、本種とは生育環境が異なることも記されているが、実際には結構一緒に生えていることを見かける。
他にハイキビは小穂の第1包頴が小穂全体の長さの1/5程度、という点で似ているが、この種は多年生で地下茎がよく発達することで区別がつき、またこの種は海岸性である。
日本で知られる他の種は葉や鞘に毛を持つものが多く、その点で区別がつく。

## 分布に関して
原産地は北アメリカであるが、その後に世界に広まり、1986年の段階では南北アメリカからヨーロッパ、アジア、ニュージーランドと太平洋諸島に分布を広げ、しかしこの時点ではアフリカとオーストラリアには侵入していないという。
日本では1927年に千葉県市川市で発見されたのが初めての記録で、現在では北海道から琉球列島にまで普通に見られる。

## 生育環境
日本では道ばたや荒れ地、河川敷などで見られる。
原産地である北アメリカでは、アメリカ合衆国ではその大部分の地で見ることが出来、小川や氾濫原、湿度のある開墾地などでは優占的に繁茂するが、農地でも見ることが出来る。

## 利害
日本では普通の雑草である以上の害はない。
本種の含まれるキビ属の草には家畜に肝臓性光過敏症(特定の餌を食べることで光に敏感になり、皮膚炎を起こしたり、重症の場合には死に到る)を引き起こすことが知られており、本種もその性質がある。北アメリカで馬にこれを生じさせた例や、ブラジルで羊にこれを生じさせた事例が知られる。ブラジルの事例では発症したのは1才以下の羊で、同じ物を食べていたロバや山羊、牛には被害がなかったという。